# گلن نایبرگ
گلن نیبرگ (زاده ۱۲ اکتبر ۱۹۸۸) یک داور فوتبال سوئدی است. او در سال ۲۰۰۸ داور حرفه ای شد، از سال ۲۰۱۳ در لیگ برتر فوتبال سوئد و از سال ۲۰۱۶ عضو فیفا شد. نیبرگ تا سال ۲۰۱۹، ۱۳۴ بازی در لیگ برتر سوئد، ۲۲ بازی در سوپرتان، ۴۴ بازی بین المللی را قضاوت کرده است.
او توسط یوفا به عنوان داور چهارم فینال لیگ کنفرانس اروپا بین المپیاکوس و فیورنتینا در سال ۲۰۲۴ منصوب شد.